# Zsaruvér és Csigavér II.: Több tonna kámfor
A Zsaruvér és Csigavér 2.: Több tonna kámfor 2002-ben bemutatott magyar akcióvígjáték. A híres Ötvös Csöpi főszereplésével készült sorozat hatodik része.

## Történet
Ötvös Csöpi, Kardos doktor, Havilúd és a csinos rendőrlányok a Balaton északi partján autólopások ügyében nyomoznak. Az azonos módszerrel elkötött kocsik úgy eltűnnek, mint a kámfor, nem lehet a nyomukra jutni. A zsarupáros és segítőik ezt természetesen nem nézhetik tétlenül.

## Szereplők
- Bujtor István (Ötvös Csöpi)
- Kern András (Kardos doktor)
- Kállai Ferenc (Havilúd)
- Zenthe Ferenc (Záray István, az új államtitkár)
- Avar István (Tolnai Béla, balatonfüredi rendőrkapitány)
- Igó Éva (Bea, főhadnagy)
- Szulák Andrea (Vörösbegy)
- Schwimmer János (Dugó)
- Kun Vilmos (Guszti bácsi)
- Rupnik Károly (Zsidai Imre)
- Áts Gyula (Szabó Ferenc)
- Várfi Sándor ('Rozoga' Jenei Botond)
- Köllő Babett (Panni)
- Karácsonyi Melinda (Rendőrlány)
- Milka Julianna (Rendőrlány)
- Fekete Linda (Rendőrlány)
- Hagara Alexa (Rendőrlány)
- Siklósi Örs (Guriga)
- Csizmadia Gergely (Venyige)
- Vincze Gábor Péter (Szabó úr)
- Beszterczey Attila (Autótolvaj)
- Tóth-Tahi Máté (Részeg teherautó-sofőr)
- Simon Géza (Dinnye)
- Simonkovits Ákos (Autótolvaj)
- Kőhalmi Zoltán